# Gangli prevertebral
Els ganglis prevertebrals (o, ganglis previscerals o ganglis preaòrtics) són els ganglis simpàtics que es troben entre la cadena simpàtica i l'òrgan diana.